# Amajari
Amajari is een gemeente in de Braziliaanse deelstaat Roraima. De gemeente telt 8.249 inwoners (schatting 2009).

## Aangrenzende gemeenten
De gemeente grenst aan Alto Alegre, Boa Vista en Pacaraima.

### Landsgrens
En met als landsgrens aan de gemeente Alto Orinoco en Manapiare in de staat Amazonas en aan de gemeente Angostura, Gran Sabana en Sucre in de staat Bolívar met het buurland Venezuela.

## Geboren
- Suely Campos (1953), gouverneur van Roraima[1]